# Alberto Sacco
Albert Sacco (Boston, 3 mei 1949) is een Amerikaans voormalig ruimtevaarder. Sacco zijn eerste en enige ruimtevlucht was STS-73 met de spaceshuttle Columbia en vond plaats op 20 oktober 1995. Tijdens de missie werd er voor de tweede keer wetenschappelijk onderzoek gedaan in de United States Microgravity Laboratory (USML-2), een speciaal aangepaste Spacelab module. 
Sacco werd in 1990 geselecteerd door NASA. In 1995 verliet hij NASA en ging hij als astronaut met pensioen.